# Предсердие

Сердце

Предсе́рдие (лат. Atrium) — отдел сердца, в который поступает кровь из вен.
У рыб одно предсердие, в которое поступает венозная (дезоксигенированная) кровь; у других позвоночных оно разделяется продольной перегородкой на две части: правое предсердие и левое предсердие. В правое предсердие поступает венозная (дезоксигенированная) кровь из большого круга кровообращения (у амфибий она частично оксигенирована, так как от кожных вен поступает оксигенированная кровь в большой круг). В левое предсердие поступает артериальная (оксигенированная) кровь по лёгочным венам малого круга кровообращения.
На желудочки и предсердия разделено также сердце моллюсков. Минимальное количество предсердий — одно (у большинства брюхоногих), максимальное — четыре (у наутилуса и моноплакофор). В предсердия моллюсков поступает оксигенированная кровь от органов дыхания.